# アルナルド・オチョア
アルナルド・トマス・オチョア・サンチェス（スペイン語: Arnaldo Tomas Ochoa Sánchez, 1930年 - 1989年7月13日）は、キューバの軍人。傑出した将軍として知られていたが、後に反逆者として死刑に処せられた。キューバ革命軍での最終階級は少将。

## 経歴
オチョアは、キューバ南部に位置するオリエンテ州（現在はオルギン州）のカコクムで、農民の家庭に生まれた。その創設以来、彼はフィデル・カストロの7月26日運動の一員であり、1957年3月にはシエラマエストラでカストロ率いるゲリラ部隊に加わり、独裁者フルヘンシオ・バティスタに対して闘った。サンタクララの陥落に大きな役割を果たし、フィデルの弟ラウルの親密な友人となった。オチョアは、ドミニカ共和国のトルヒーヨ独裁を打倒するために派遣されたカミロ・シエンフエゴス支持者たちの不運な遠征における唯一の生存者となったと言われている。
彼はまた、1961年のピッグス湾事件においても侵攻軍と戦った。ピッグス湾博物館館長のE. Bovoは、オチョアは指揮官ではなく、元バティスタ政府将校であった「エル・ガレゴ」ことホセ・ラモン・フェルナンデス（後に閣僚会議副議長）の指揮下にあったと主張する。
1965年、彼はキューバ共産党の党員となった。オチョアは、その後20年に渡り党中央委員会の委員を務めた。彼は、マタンサスの軍大学に通い、後にソビエト連邦のフルンゼ軍事大学にも派遣された。
1967年から1969年の間、彼はコンゴ共和国で反乱軍の訓練に当たった。ある時には、彼はベネズエラにも派遣されたが、人的犠牲の大きさから戦略的には大失敗に終わり、彼の従事した任務の中では最も秘匿されたものとなっている。1975年、オチョアはFNLAに対する重要な作戦を戦うためにアンゴラのルアンダに派遣され、そこでソ連軍とキューバ軍双方から敬意を得た。1977年には、ソ連のヴァシーリー・ペトローフ将軍指揮下のキューバエチオピア遠征軍の司令官に任命された。ソマリア軍との戦いでの功績は、ソ連の指揮官たちに好印象を与えた。
1980年までに、オチョアは卓越した国際主義者としての評価を得ており、1984年にフィデル・カストロから「革命の英雄」称号を授与された。
1989年、オチョアは汚職・経済資源の不正使用・麻薬取引などの容疑で逮捕され、同年7月13日、西ハバナの軍事基地内で銃殺された。オチョアは、ハバナにある無名の墓に埋葬されている。